# Hydrographica
Hydrographica AB är ett företag som har specialiserat sig på produktion av sjökort anpassade för båtsport. Sjökorten är framställda med hjälp av stereokartering kompletterade med sjömätningar. Korten som trycks i skala 1:10 000 är mycket detaljrika och har djupkurvor för 2 respektive 3 meter. De finns också tillgängliga i digital form.
Sjökorten är inte heltäckande utan inriktas främst mot svårnavigerade skärgårdsområden där ordinarie sjökort vanligtvis inte är tillräckligt detaljerade.
Hydrographica har också ett förlag som förutom deras egna sjökort och navigationshandböcker även ger ut litterära verk med skärgårdsanknytning av bland andra Sven Barthel och Kåre Bremer.